# Boris Kopitović (calciatore 1994)
Boris Kopitović (in serbo Борис Копитовић?; Podgorica, 17 settembre 1994) è un calciatore montenegrino, difensore del Sutjeska.

## Carriera

### Nazionale
Ha giocato nelle nazionali giovanili montenegrine Under-19 ed Under-21.
Il 10 giugno 2019 segnò un autogol decisivo nelle qualificazioni al campionato d'Europa 2020 contro la Rep. Ceca (3-0 per i cechi il risultato finale).

## Palmarès

### Club

#### Competizioni nazionali
- Coppa del Montenegro: 1

Budućnost: 2012-2013
- Coppa di Bielorussia: 2

BATĖ Borisov: 2019-2020, 2020-2021